# Principado de Waldeck
Waldeck (o posteriormente Waldeck y Pyrmont) fue un principado soberano del Imperio alemán y, hasta 1929, un Estado constituyente de la República de Weimar. Comprendía territorios que hoy pertenecen a los estados federados de Hesse y Baja Sajonia (Alemania).

## Historia

Escudo de armas de los condes de Waldeck (1349-1712).

Waldeck fue un condado del Sacro Imperio Romano Germánico desde alrededor de 1200. Entre sus condes figura Adolfo II de Waldeck desde 1270 a 1276. En 1655, la sede y residencia principal de sus gobernantes se trasladó del castillo de la pequeña localidad de Waldeck, junto al río Eder, mencionada por primera vez en 1121, a Arolsen. En 1625, el pequeño condado de Pyrmont se convirtió en parte del condado a través de una herencia.
En enero de 1712, el conde de Waldeck y Pyrmont fue elevado al rango de príncipe por el emperador Carlos VI del Sacro Imperio Romano Germánico. Por un breve periodo, de 1805 a 1812, Pyrmont fue un principado separado como resultado de la división de la herencia después de la muerte del príncipe anterior, pero las dos partes fueron reunidas en 1812. La independencia del principado fue confirmada en 1815 por el Congreso de Viena, y Waldeck y Pyrmont se convirtió en miembro de la Confederación Germana. Desde 1868 en adelante, el principado fue administrado por Prusia, pero retuvo su soberanía legislativa. La administración prusiana sirvió para reducir los costos administrativos del pequeño Estado y se basó en un contrato de diez años, que fue repetidamente renovado hasta que Waldeck fue formalmente absorbido por Prusia en 1929. En 1871, el principado se convirtió en Estado constituyente del nuevo Imperio alemán.
En 1905, Waldeck y Pyrmont tenía un área de 1121 km² y una población de 59.000 habitantes.
Al final de la I Guerra Mundial, durante la Revolución de Noviembre de 1918-19, que resultó en la caída de todas las monarquías alemanas, el príncipe abdicó y Waldeck y Pyrmont se convirtió en Estado Libre dentro de la República de Weimar. Sin embargo, la que había sido la bandera de Waldeck y Pyrmont pasó a ser la bandera de la República de Weimar y después de la República Federal Alemana.
La casa principesca de Waldeck y Pyrmont está estrechamente relacionada con la familia real de los Países Bajos. El último príncipe gobernante, Federico, era el hermano de la reina consorte neerlandesa, Emma.

## Galería de castillos

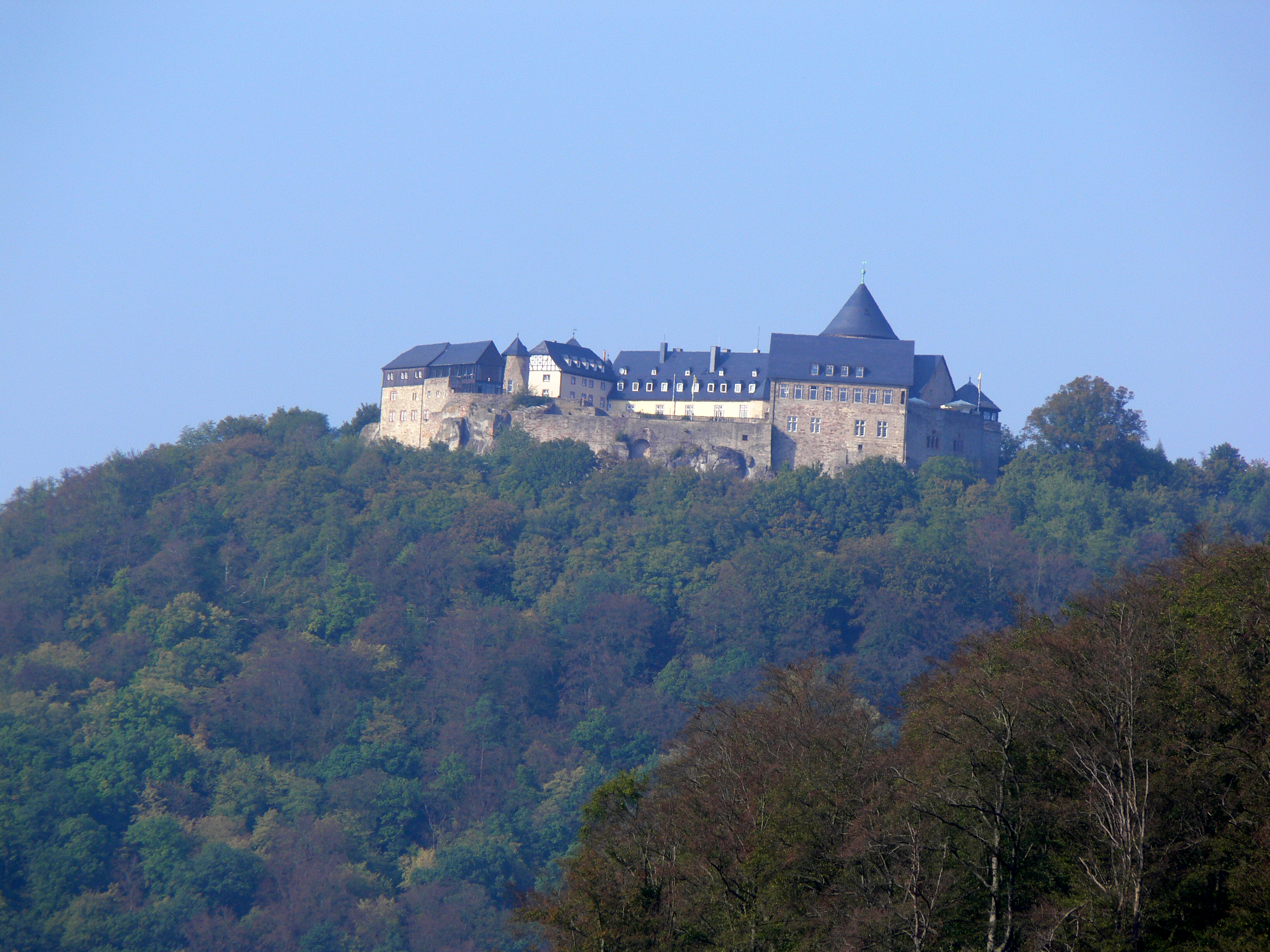
Castillo de Waldeck, Hesse.
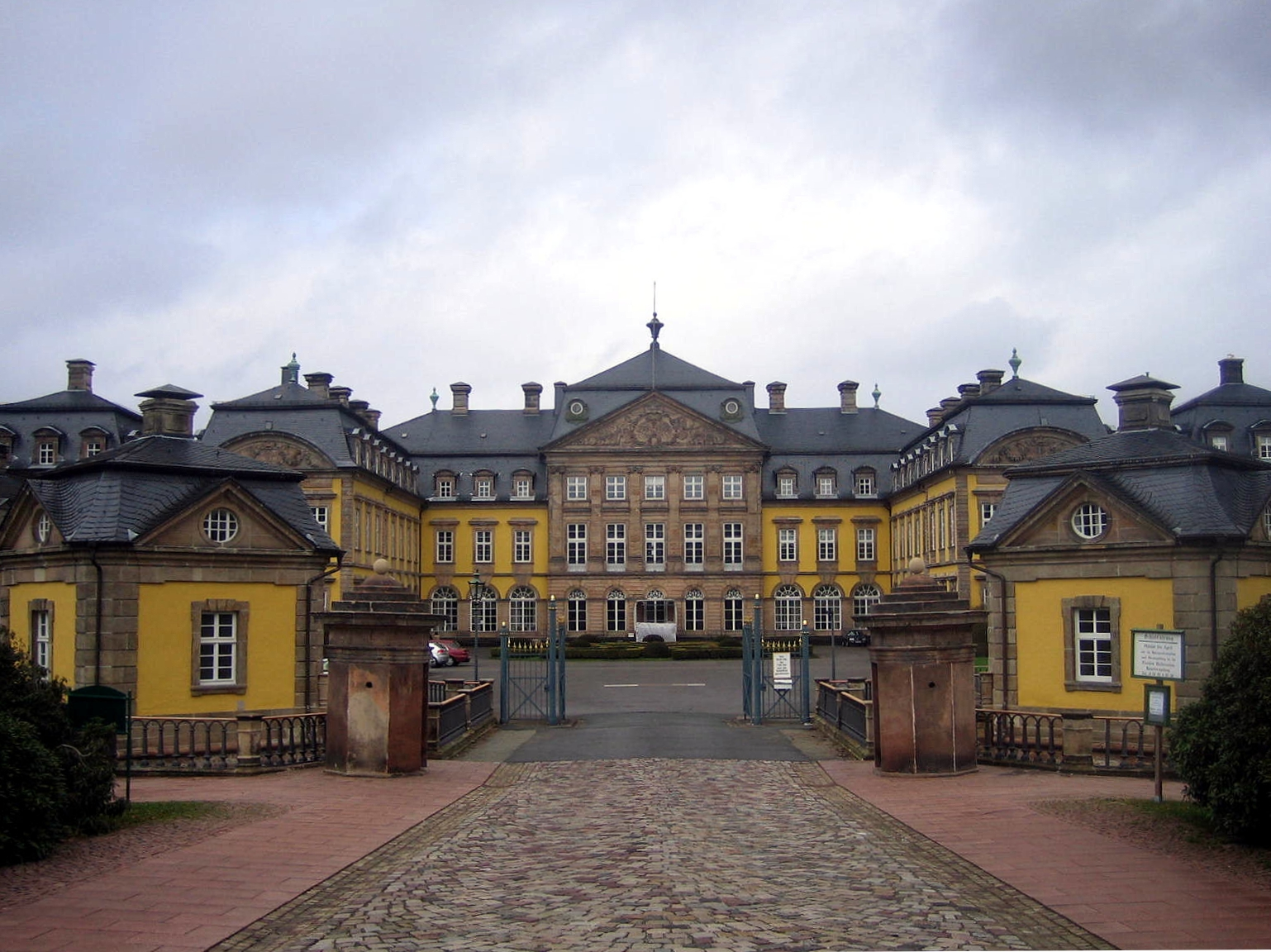
Castillo de Arolsen.
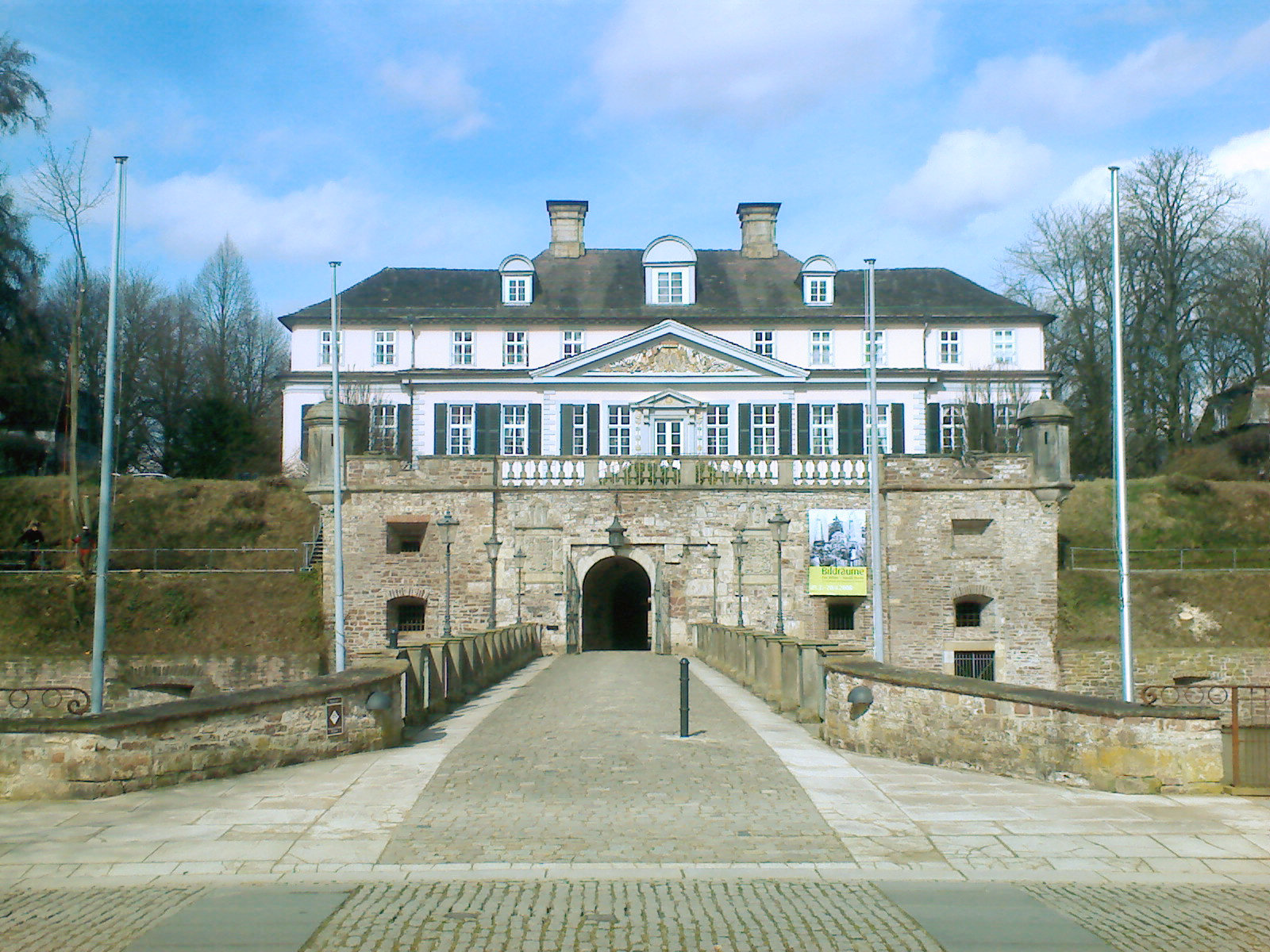
Castillo de Pyrmont.
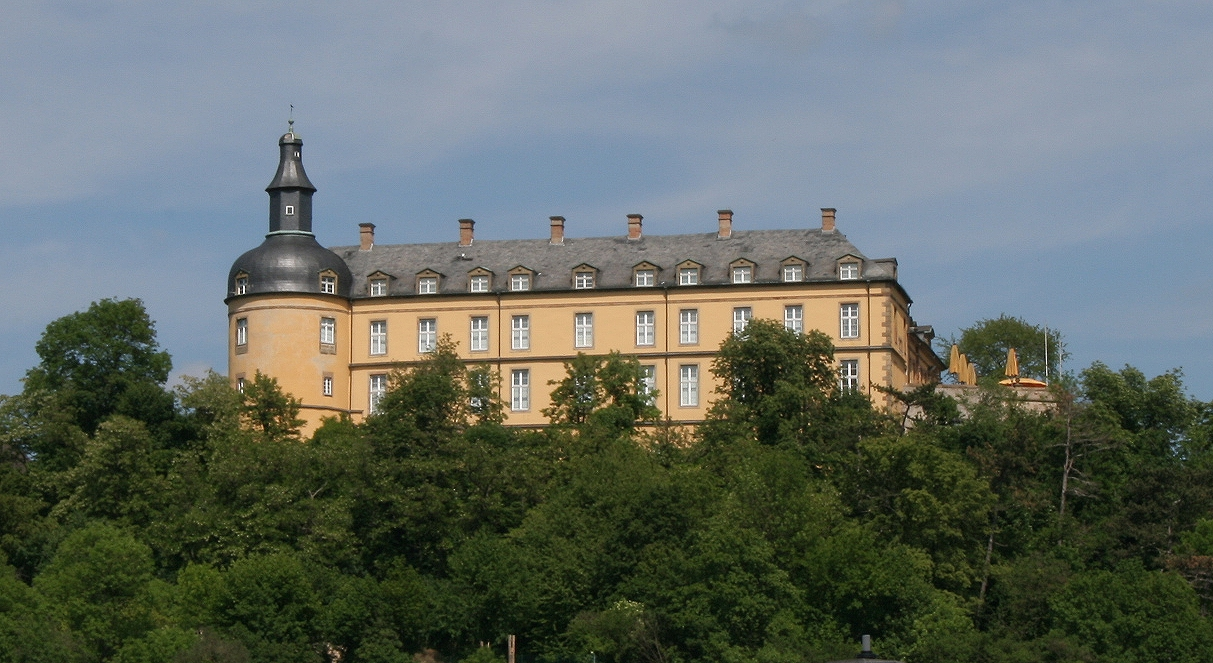
Castillo Friedrichstein en Bad Wildungen.
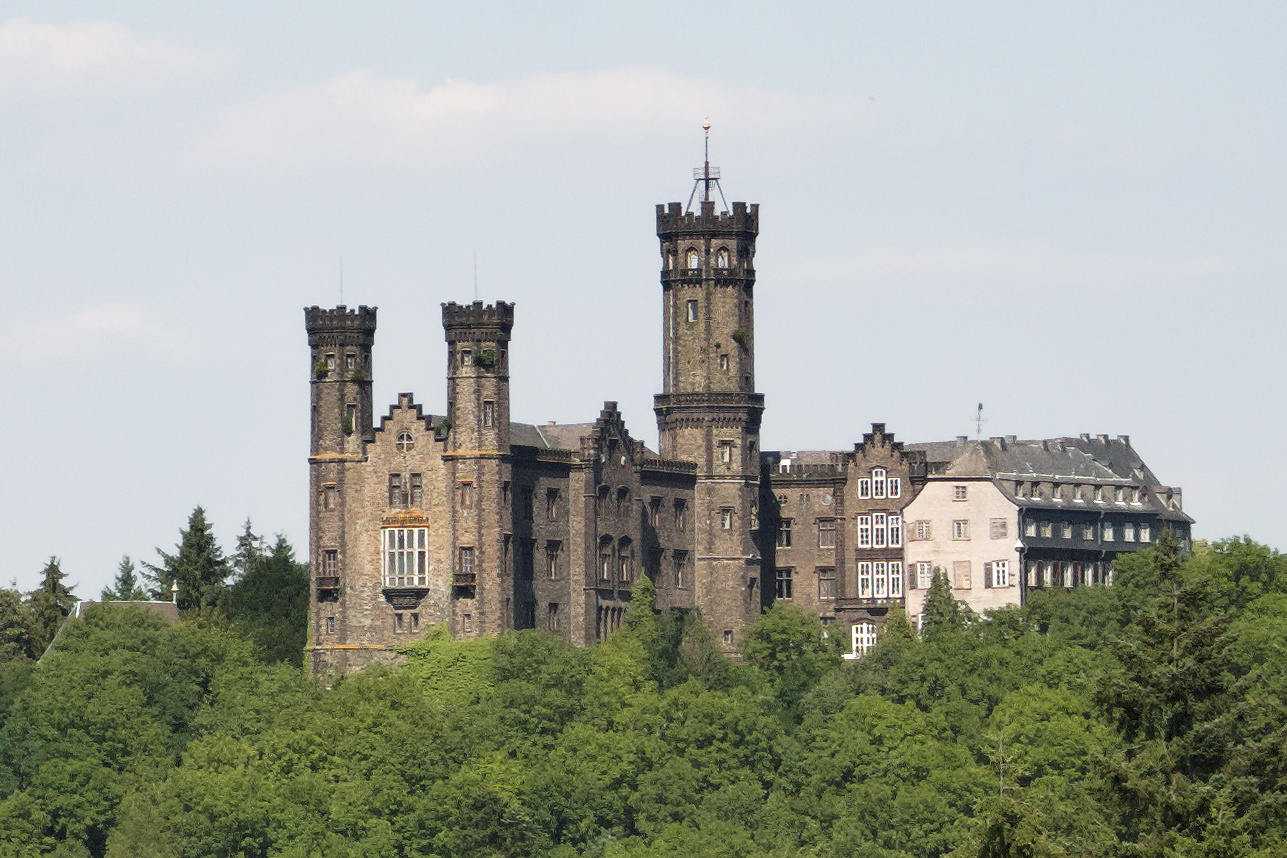
Castillo de Schaumburg.

## Gobernantes de Waldeck y Pyrmont

### Condes de Waldeck-Wildugen 1588-1712
- 1588-1637: Cristián de Waldeck
- 1637-1645: Felipe VII de Waldeck
- 1645-1692: Cristián Luis de Waldeck

### Príncipes reinantes 1712-1918
- 1712-1728: Federico Antonio Ulrico; elevado a príncipe heredero en 1712 por el emperador Carlos VI.
- 1728-1763: Carlos Augusto
- 1763-1812: Federico Carlos Augusto
- 1812-1813: Jorge I
- 1813-1845: Jorge II
- 1845-1893: Jorge Víctor
- 1893-1918: Federico; hermano de la reina consorte holandesa Emma.

### Príncipes no reinantes desde 1918
- 1918-1946: Federico
- 1946-1967: Josías
- 1967-presente: Viduquindo

## Ejército
Waldeck formó un batallón de infantería en 1681, pero en la mayor parte de la historia que llevó hasta las guerras napoleónicas los waldequerianos sirvieron generalmente contratados como mercenarios (financiados por los gobernantes de Waldeck) en el extranjero. Tal fue la demanda que el único batallón se convirtió en dos en 1740 (1.er regimiento), tres en 1744, cuatro en 1767 (formando el 2º regimiento), y en 1776 se dispuso un tercer regimiento (5º y 6º batallones). Los servicios más notables en el extranjero se prestaron con los holandeses (el 1.er y 2º regimientos) y con los ingleses (el 3º regimiento) —el último utilizado para sofocar rebeliones en las colonias—. El 3º Regimiento de Waldeck sirvió en la Guerra de Independencia Americana, donde eran conocidos con el término —genérico para todos los soldados alemanes para ese conflicto— de 'hessianos'. El regimiento fue capturado por los españoles en Florida y La Luisiana y sólo un pequeño número retornó a Alemania, donde algunos formaron parte de un nuevo 5º batallón (1784).
En el tiempo de la conquista de Alemania por Napoleón, los regimientos de Waldeck de servicio en los Países Bajos habían sido disueltos cuando la República de Batavia fue convertida en reino gobernado por Luis, el hermano de Napoleón. Se formaron los regimientos 1º y 2º de infantería del Reino de Holanda. El 5º batallón fue desmantelado, y Waldeck fue obligado a proporcionar dos compañías al II Batallón, 6º Regimiento de la Confederación Germánica (junto con dos compañías de Reuß) al servicio del Imperio francés. Junto con la infantería francesa, fueron referidos como 'fusileros'. Sirvieron principalmente en la guerra de la península ibérica contra el duque de Wellington. En 1812, el 6º Regimiento de la Confederación fue reformado, con tres compañías de Waldeck y una de Reuß formando otra vez el II Batallón. En tiempos de la caída del Imperio francés en 1814, los batallones al servicio de Holanda habían desaparecido, pero ahora Waldeck suministró tres compañías de infantería y una compañía de cazadores (Jäger) a la recién formada Confederación Germánica.

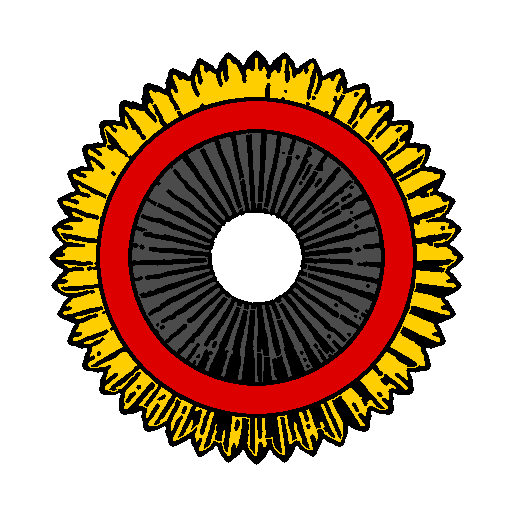
Escarapela de Waldeck, llevada en el Pickelhaube.

En 1862 Waldeck pactó una convención militar con Prusia. Desde 1866, el contingente de Waldeck fue denominado Fürstlisches Waldecksches Füselier-Bataillon (Batallón de Fusileros del Principado de Waldeck), y durante la guerra austro-prusiana de ese año, Waldeck, en cumplimiento de su alianza militar, estuvo aliada con Prusia; sin embargo, el Batallón no llegó a entrar en acción. Al entrar en la Confederación Germana del Norte después de 1867, bajo el liderazgo de Prusia, el batallón de fusileros de Waldeck se convirtió en el III Batallón (de fusileros) del Regimiento de Infantería de Prusia von Wittich (3º Hesiano Electoral) n.º 83, y como tal permaneció hasta 1918. El puesto de Comandante del Regimiento (un título honorífico) lo ostentaba el príncipe de Waldeck-Pyrmont.
A diferencia de otros Estados del Imperio alemán, las tropas de Waldeck no retuvieron distinciones para diferenciarse de los prusianos. A los waldequerianos, sin embargo, se les permitió llevar una escarapela de Waldeck en el Pickelhaube. El batallón de Waldeck estuvo de guarnición varias veces en Arolsen/Mengeringhausen/Helsen, Bad Wildungen, Bad Pyrmont y Warburg.
El regimiento entró en acción en la Guerra franco-prusiana en 1870 (donde adquirió el sobrenombre de Das Eiserne Regiment - el Regimiento de Hierro), y durante la I Guerra Mundial —como parte de la 22.ª División (del Imperio alemán)—, luchando principalmente en el Frente Oriental.